# Lista över fornlämningar i Strängnäs kommun (Åker)
Lista över fornlämningar i Strängnäs kommun (Åker) är en förteckning av ett urval av de fornlämningar som finns i Åker i Strängnäs kommun.
| Namn                          | Lämningstyp                 | Tillkomsttid | Historisk indelning | Plats         | Läge                 | ID-nr          | Bild                                      |
| ----------------------------- | --------------------------- | ------------ | ------------------- | ------------- | -------------------- | -------------- | ----------------------------------------- |
| Åker 2:1                      | Gravfält                    |              | Åker, Södermanland  |               | 59.264703, 17.106287 | 10039100020001 | Ladda upp en bild av detta fornminne      |
| Åker 4:1                      | Gravfält                    |              | Åker, Södermanland  |               | 59.264989, 17.097888 | 10039100040001 | Ladda upp en bild av detta fornminne      |
| Åker 5:1                      | Gravfält                    |              | Åker, Södermanland  |               | 59.257255, 17.098221 | 10039100050001 | Ladda upp en bild av detta fornminne      |
| Åker 6:1                      | Stensättning                |              | Åker, Södermanland  |               | 59.257735, 17.096029 | 10039100060001 | Ladda upp en bild av detta fornminne      |
| Åker 6:2                      | Stensättning                |              | Åker, Södermanland  |               | 59.257597, 17.096412 | 10039100060002 | Ladda upp en bild av detta fornminne      |
| Åker 6:3                      | Hög                         |              | Åker, Södermanland  |               | 59.257857, 17.096004 | 10039100060003 | Ladda upp en bild av detta fornminne      |
| Åker 8:1                      | Gravfält                    |              | Åker, Södermanland  |               | 59.250615, 17.106374 | 10039100080001 | Ladda upp en bild av detta fornminne      |
| Åker 9:1                      | Gravfält                    |              | Åker, Södermanland  |               | 59.260879, 17.096109 | 10039100090001 | Ladda upp en bild av detta fornminne      |
| Åker 10:1                     | Gravfält                    |              | Åker, Södermanland  |               | 59.249397, 17.110465 | 10039100100001 | Ladda upp en bild av detta fornminne      |
| Åker 15:1                     | Gravfält                    |              | Åker, Södermanland  |               | 59.264709, 17.101282 | 10039100150001 | Ladda upp en bild av detta fornminne      |
| Åker 16:1                     | Gravfält                    |              | Åker, Södermanland  |               | 59.266166, 17.099198 | 10039100160001 | Ladda upp en bild av detta fornminne      |
| Åker 17:1                     | Stensättning                |              | Åker, Södermanland  |               | 59.261276, 17.097934 | 10039100170001 | Ladda upp en bild av detta fornminne      |
| Åker 17:2                     | Stensättning                |              | Åker, Södermanland  |               | 59.261087, 17.097905 | 10039100170002 | Ladda upp en bild av detta fornminne      |
| Åker 17:3                     | Stensättning                |              | Åker, Södermanland  |               | 59.261053, 17.097763 | 10039100170003 | Ladda upp en bild av detta fornminne      |
| Åker 17:4                     | Stensättning                |              | Åker, Södermanland  |               | 59.261317, 17.097594 | 10039100170004 | Ladda upp en bild av detta fornminne      |
| Åker 19:1                     | Stensättning                |              | Åker, Södermanland  |               | 59.262853, 17.094387 | 10039100190001 | Ladda upp en bild av detta fornminne      |
| Åker 19:2                     | Stensättning                |              | Åker, Södermanland  |               | 59.262895, 17.094592 | 10039100190002 | Ladda upp en bild av detta fornminne      |
| Åker 19:3                     | Stensättning                |              | Åker, Södermanland  |               | 59.262897, 17.094802 | 10039100190003 | Ladda upp en bild av detta fornminne      |
| Åker 20:1                     | Fornborg                    |              | Åker, Södermanland  |               | 59.253185, 17.118831 | 10039100200001 | Ladda upp en bild av detta fornminne      |
| Åker 21:1                     | Stensättning                |              | Åker, Södermanland  |               | 59.243344, 17.114197 | 10039100210001 | Ladda upp en bild av detta fornminne      |
| Åker 22:1                     | Stensättning                |              | Åker, Södermanland  |               | 59.243866, 17.140517 | 10039100220001 | Ladda upp en bild av detta fornminne      |
| Åker 26:1                     | Fornborg                    |              | Åker, Södermanland  |               | 59.199063, 17.175571 | 10039100260001 | Ladda upp en bild av detta fornminne      |
| Åker 27:1                     | Stensättning                |              | Åker, Södermanland  |               | 59.215204, 17.137302 | 10039100270001 | Ladda upp en bild av detta fornminne      |
| Åker 29:1                     | Röse                        |              | Åker, Södermanland  |               | 59.213038, 17.144924 | 10039100290001 | Ladda upp en bild av detta fornminne      |
| Åker 30:1                     | Hög                         |              | Åker, Södermanland  |               | 59.243469, 17.096162 | 10039100300001 | Ladda upp en bild av detta fornminne      |
| Åker 30:2                     | Hög                         |              | Åker, Södermanland  |               | 59.243322, 17.096195 | 10039100300002 | Ladda upp en bild av detta fornminne      |
| Åker 31:1                     | Hög                         |              | Åker, Södermanland  |               | 59.242997, 17.096310 | 10039100310001 | Ladda upp en bild av detta fornminne      |
| Åker 32:1                     | Röse                        |              | Åker, Södermanland  |               | 59.239876, 17.097666 | 10039100320001 | Ladda upp en bild av detta fornminne      |
| Åker 33:1                     | Stensättning                |              | Åker, Södermanland  |               | 59.231587, 17.116615 | 10039100330001 | Ladda upp en bild av detta fornminne      |
| Åker 37:1                     | Röse                        |              | Åker, Södermanland  |               | 59.209165, 17.146723 | 10039100370001 | Ladda upp en bild av detta fornminne      |
| Åker 38:1                     | Röse                        |              | Åker, Södermanland  |               | 59.210469, 17.145336 | 10039100380001 | Ladda upp en bild av detta fornminne      |
| Mörtsjö ringmur (Åker 39:1)   | Fornborg                    |              | Åker, Södermanland  |               | 59.238583, 17.072921 | 10039100390001 | Ladda upp en bild av detta fornminne      |
| Åker 40:1                     | Hög                         |              | Åker, Södermanland  |               | 59.262641, 17.070292 | 10039100400001 | Ladda upp en bild av detta fornminne      |
| Åker 40:2                     | Stensättning                |              | Åker, Södermanland  |               | 59.262701, 17.070448 | 10039100400002 | Ladda upp en bild av detta fornminne      |
| Åker 42:1                     | Fornborg                    |              | Åker, Södermanland  |               | 59.258938, 17.070571 | 10039100420001 | Ladda upp en bild av detta fornminne      |
| Åker 44:1                     | Gravfält                    |              | Åker, Södermanland  |               | 59.312160, 17.043480 | 10039100440001 | Ladda upp en bild av detta fornminne      |
| Åker 45:1                     | Gravfält                    |              | Åker, Södermanland  |               | 59.312612, 17.042145 | 10039100450001 | Ladda upp en bild av detta fornminne      |
| Åker 46:1                     | Stensättning                |              | Åker, Södermanland  |               | 59.313058, 17.041644 | 10039100460001 | Ladda upp en bild av detta fornminne      |
| Åker 46:2                     | Stensättning                |              | Åker, Södermanland  |               | 59.313042, 17.041657 | 10039100460002 | Ladda upp en bild av detta fornminne      |
| Åker 46:3                     | Stensättning                |              | Åker, Södermanland  |               | 59.312951, 17.041740 | 10039100460003 | Ladda upp en bild av detta fornminne      |
| Åker 47:1                     | Stensättning                |              | Åker, Södermanland  |               | 59.317333, 17.039018 | 10039100470001 | Ladda upp en bild av detta fornminne      |
| Åker 48:1                     | Stensättning                |              | Åker, Södermanland  |               | 59.308076, 17.041969 | 10039100480001 | Ladda upp en bild av detta fornminne      |
| Åker 49:1                     | Stensättning                |              | Åker, Södermanland  |               | 59.309078, 17.044004 | 10039100490001 | Ladda upp en bild av detta fornminne      |
| Åker 50:1                     | Gravfält                    |              | Åker, Södermanland  |               | 59.312985, 17.046078 | 10039100500001 | Ladda upp en bild av detta fornminne      |
| Åker 57:1                     | Stensättning                |              | Åker, Södermanland  |               | 59.232840, 17.080383 | 10039100570001 | Ladda upp en bild av detta fornminne      |
| Åker 60:1                     | Stensättning                |              | Åker, Södermanland  |               | 59.211921, 17.132879 | 10039100600001 | Ladda upp en bild av detta fornminne      |
| Åker 68:1                     | Gravfält                    |              | Åker, Södermanland  |               | 59.263792, 17.119641 | 10039100680001 | Ladda upp en bild av detta fornminne      |
| Åker 101:1                    | Gravfält                    |              | Åker, Södermanland  |               | 59.288482, 17.114382 | 10039101010001 | Ladda upp en bild av detta fornminne      |
| Åker 102:1                    | Stensättning                |              | Åker, Södermanland  |               | 59.287727, 17.116214 | 10039101020001 | Ladda upp en bild av detta fornminne      |
| Åker 104:1                    | Gravfält                    |              | Åker, Södermanland  |               | 59.286543, 17.096080 | 10039101040001 | Ladda upp en bild av detta fornminne      |
| Åker 106:1                    | Stensättning                |              | Åker, Södermanland  |               | 59.287201, 17.094584 | 10039101060001 | Ladda upp en bild av detta fornminne      |
| Åker 107:1                    | Stensättning                |              | Åker, Södermanland  |               | 59.307326, 17.134819 | 10039101070001 | Ladda upp en bild av detta fornminne      |
| Åker 108:1                    | Stensättning                |              | Åker, Södermanland  |               | 59.306571, 17.134035 | 10039101080001 | Ladda upp en bild av detta fornminne      |
| Åker 108:2                    | Stensättning                |              | Åker, Södermanland  |               | 59.306622, 17.133825 | 10039101080002 | Ladda upp en bild av detta fornminne      |
| Åker 108:3                    | Stensättning                |              | Åker, Södermanland  |               | 59.306692, 17.133992 | 10039101080003 | Ladda upp en bild av detta fornminne      |
| Åker 110:1                    | Stensättning                |              | Åker, Södermanland  |               | 59.283512, 17.084358 | 10039101100001 | Ladda upp en bild av detta fornminne      |
| Åker 110:2                    | Stensättning                |              | Åker, Södermanland  |               | 59.283343, 17.084354 | 10039101100002 | Ladda upp en bild av detta fornminne      |
| Åker 111:1                    | Gravfält                    |              | Åker, Södermanland  |               | 59.286934, 17.089320 | 10039101110001 | Ladda upp en bild av detta fornminne      |
| Åker 112:1                    | Hög                         |              | Åker, Södermanland  |               | 59.276643, 17.081871 | 10039101120001 | Ladda upp en bild av detta fornminne      |
| Åker 112:2                    | Hög                         |              | Åker, Södermanland  |               | 59.276546, 17.081785 | 10039101120002 | Ladda upp en bild av detta fornminne      |
| Åker 114:1                    | Gravfält                    |              | Åker, Södermanland  |               | 59.277202, 17.079174 | 10039101140001 | Ladda upp en bild av detta fornminne      |
| Åker 115:1                    | Gravfält                    |              | Åker, Södermanland  |               | 59.276690, 17.080714 | 10039101150001 | Ladda upp en bild av detta fornminne      |
| Sö 332 (Åker 118:1)           | Runristning                 |              | Åker, Södermanland  | Skämby        | 59.269579, 17.102241 | 10039101180001 | Ladda upp en till bild av detta fornminne |
| Sö 331 (Åker 118:2)           | Runristning                 |              | Åker, Södermanland  | Skämby        | 59.269610, 17.102164 | 10039101180002 | Ladda upp en till bild av detta fornminne |
| Åker 120:1                    | Gravfält                    |              | Åker, Södermanland  |               | 59.275090, 17.068390 | 10039101200001 | Ladda upp en bild av detta fornminne      |
| Åker 121:1                    | Gravfält                    |              | Åker, Södermanland  |               | 59.276288, 17.068088 | 10039101210001 | Ladda upp en bild av detta fornminne      |
| Åker 123:1                    | Gravfält                    |              | Åker, Södermanland  |               | 59.283487, 17.072253 | 10039101230001 | Ladda upp en bild av detta fornminne      |
| Åker 124:1                    | Gravfält                    |              | Åker, Södermanland  |               | 59.285207, 17.074223 | 10039101240001 | Ladda upp en bild av detta fornminne      |
| Åker 125:1                    | Stensättning                |              | Åker, Södermanland  |               | 59.286160, 17.075749 | 10039101250001 | Ladda upp en bild av detta fornminne      |
| Åker 125:2                    | Stensättning                |              | Åker, Södermanland  |               | 59.286378, 17.075884 | 10039101250002 | Ladda upp en bild av detta fornminne      |
| Åker 126:1                    | Grav- och boplatsområde     |              | Åker, Södermanland  |               | 59.288420, 17.075351 | 10039101260001 | Ladda upp en bild av detta fornminne      |
| Åker 128:1                    | Gravfält                    |              | Åker, Södermanland  |               | 59.285888, 17.060437 | 10039101280001 | Ladda upp en bild av detta fornminne      |
| Åker 130:1                    | Hög                         |              | Åker, Södermanland  |               | 59.289173, 17.059223 | 10039101300001 | Ladda upp en bild av detta fornminne      |
| Åker 130:2                    | Hög                         |              | Åker, Södermanland  |               | 59.289278, 17.059253 | 10039101300002 | Ladda upp en bild av detta fornminne      |
| Åker 131:1                    | Gravfält                    |              | Åker, Södermanland  |               | 59.288716, 17.054773 | 10039101310001 | Ladda upp en bild av detta fornminne      |
| Åker 133:1                    | Gravfält                    |              | Åker, Södermanland  |               | 59.277939, 17.053514 | 10039101330001 | Ladda upp en bild av detta fornminne      |
| Åker 134:1                    | Stensättning                |              | Åker, Södermanland  |               | 59.289708, 17.061228 | 10039101340001 | Ladda upp en bild av detta fornminne      |
| Åker 135:1                    | Stensättning                |              | Åker, Södermanland  |               | 59.285859, 17.051394 | 10039101350001 | Ladda upp en bild av detta fornminne      |
| Åker 135:2                    | Stensättning                |              | Åker, Södermanland  |               | 59.285975, 17.051631 | 10039101350002 | Ladda upp en bild av detta fornminne      |
| Ärja ödekyrka (Åker 136:1)    | Kyrka/kapell                |              | Åker, Södermanland  |               | 59.273899, 17.131808 | 10039101360001 | Ladda upp en till bild av detta fornminne |
| Sö 335 (Åker 137:1)           | Runristning                 |              | Åker, Södermanland  | Ärja          | 59.273840, 17.131717 | 10039101370001 | Ladda upp en till bild av detta fornminne |
| Sö 333 (Åker 137:2)           | Runristning                 |              | Åker, Södermanland  | Ärja ödekyrka | 59.273761, 17.131999 | 10039101370002 | Ladda upp en till bild av detta fornminne |
| Åker 142:1                    | Gravfält                    |              | Åker, Södermanland  |               | 59.251820, 17.137772 | 10039101420001 | Ladda upp en bild av detta fornminne      |
| Åker 143:1                    | Röse                        |              | Åker, Södermanland  |               | 59.251346, 17.133807 | 10039101430001 | Ladda upp en bild av detta fornminne      |
| Åker 143:2                    | Stensättning                |              | Åker, Södermanland  |               | 59.251362, 17.133230 | 10039101430002 | Ladda upp en bild av detta fornminne      |
| Åker 147:1                    | Stensättning                |              | Åker, Södermanland  |               | 59.252789, 17.121514 | 10039101470001 | Ladda upp en bild av detta fornminne      |
| Åker 148:1                    | Fornborg                    |              | Åker, Södermanland  |               | 59.250946, 17.119973 | 10039101480001 | Ladda upp en bild av detta fornminne      |
| Åker 151:1                    | Hög                         |              | Åker, Södermanland  |               | 59.293387, 17.105341 | 10039101510001 | Ladda upp en bild av detta fornminne      |
| Åker 152:2                    | Hällristning                |              | Åker, Södermanland  |               | 59.290570, 17.103034 | 10039101520002 | Ladda upp en bild av detta fornminne      |
| Åker 153:1                    | Stensättning                |              | Åker, Södermanland  |               | 59.290736, 17.073020 | 10039101530001 | Ladda upp en bild av detta fornminne      |
| Åker 154:1                    | Stensättning                |              | Åker, Södermanland  |               | 59.279609, 17.051218 | 10039101540001 | Ladda upp en bild av detta fornminne      |
| Åker 156:1                    | Gravfält                    |              | Åker, Södermanland  |               | 59.292982, 17.103838 | 10039101560001 | Ladda upp en bild av detta fornminne      |
| Åker 158:1                    | Stensättning                |              | Åker, Södermanland  |               | 59.294801, 17.100909 | 10039101580001 | Ladda upp en bild av detta fornminne      |
| Åker 158:2                    | Stensättning                |              | Åker, Södermanland  |               | 59.294656, 17.101058 | 10039101580002 | Ladda upp en bild av detta fornminne      |
| Åker 158:3                    | Stensättning                |              | Åker, Södermanland  |               | 59.294530, 17.101053 | 10039101580003 | Ladda upp en bild av detta fornminne      |
| Åker 159:1                    | Gravfält                    |              | Åker, Södermanland  |               | 59.294860, 17.045543 | 10039101590001 | Ladda upp en bild av detta fornminne      |
| Åker 160:1                    | Stensättning                |              | Åker, Södermanland  |               | 59.293955, 17.042392 | 10039101600001 | Ladda upp en bild av detta fornminne      |
| Åker 160:2                    | Stensättning                |              | Åker, Södermanland  |               | 59.293943, 17.042044 | 10039101600002 | Ladda upp en bild av detta fornminne      |
| Åker 160:3                    | Stensättning                |              | Åker, Södermanland  |               | 59.294250, 17.041574 | 10039101600003 | Ladda upp en bild av detta fornminne      |
| Åker 160:4                    | Stensättning                |              | Åker, Södermanland  |               | 59.294354, 17.041546 | 10039101600004 | Ladda upp en bild av detta fornminne      |
| Åker 164:1                    | Röse                        |              | Åker, Södermanland  |               | 59.292634, 17.065100 | 10039101640001 | Ladda upp en bild av detta fornminne      |
| Åker 164:2                    | Röse                        |              | Åker, Södermanland  |               | 59.292920, 17.064362 | 10039101640002 | Ladda upp en bild av detta fornminne      |
| Åker 165:1                    | Stensättning                |              | Åker, Södermanland  |               | 59.293272, 17.056404 | 10039101650001 | Ladda upp en bild av detta fornminne      |
| Åker 167:1                    | Stensättning                |              | Åker, Södermanland  |               | 59.291059, 17.056921 | 10039101670001 | Ladda upp en bild av detta fornminne      |
| Åker 167:2                    | Stensättning                |              | Åker, Södermanland  |               | 59.291064, 17.057162 | 10039101670002 | Ladda upp en bild av detta fornminne      |
| Åker 168:1                    | Gravfält                    |              | Åker, Södermanland  |               | 59.297245, 17.066474 | 10039101680001 | Ladda upp en bild av detta fornminne      |
| Åker 169:1                    | Gravfält                    |              | Åker, Södermanland  |               | 59.288644, 17.083227 | 10039101690001 | Ladda upp en bild av detta fornminne      |
| Åker 170:1                    | Stensättning                |              | Åker, Södermanland  |               | 59.300610, 17.047662 | 10039101700001 | Ladda upp en bild av detta fornminne      |
| Åker 172:1                    | Stensättning                |              | Åker, Södermanland  |               | 59.293326, 17.041212 | 10039101720001 | Ladda upp en bild av detta fornminne      |
| Åker 172:3                    | Stensättning                |              | Åker, Södermanland  |               | 59.293388, 17.041898 | 10039101720003 | Ladda upp en bild av detta fornminne      |
| Åker 180:1                    | Stensättning                |              | Åker, Södermanland  |               | 59.298974, 17.035169 | 10039101800001 | Ladda upp en bild av detta fornminne      |
| Åker 180:2                    | Stensättning                |              | Åker, Södermanland  |               | 59.298804, 17.034986 | 10039101800002 | Ladda upp en bild av detta fornminne      |
| Åker 184:1                    | Stensättning                |              | Åker, Södermanland  |               | 59.293440, 17.095788 | 10039101840001 | Ladda upp en bild av detta fornminne      |
| Åker 184:3                    | Stensättning                |              | Åker, Södermanland  |               | 59.293516, 17.095899 | 10039101840003 | Ladda upp en bild av detta fornminne      |
| Åker 185:1                    | Röse                        |              | Åker, Södermanland  |               | 59.292455, 17.095162 | 10039101850001 | Ladda upp en bild av detta fornminne      |
| Åker 187:1                    | Hög                         |              | Åker, Södermanland  |               | 59.313302, 17.047167 | 10039101870001 | Ladda upp en bild av detta fornminne      |
| Åker 187:3                    | Stensättning                |              | Åker, Södermanland  |               | 59.313432, 17.046851 | 10039101870003 | Ladda upp en bild av detta fornminne      |
| Åker 188:1                    | Stensättning                |              | Åker, Södermanland  |               | 59.312703, 17.046477 | 10039101880001 | Ladda upp en bild av detta fornminne      |
| Åker 189:1                    | Stensättning                |              | Åker, Södermanland  |               | 59.281321, 17.071913 | 10039101890001 | Ladda upp en bild av detta fornminne      |
| Åker 190:1                    | Stensättning                |              | Åker, Södermanland  |               | 59.293606, 17.057968 | 10039101900001 | Ladda upp en bild av detta fornminne      |
| Åker 191:1                    | Stensättning                |              | Åker, Södermanland  |               | 59.274198, 17.068411 | 10039101910001 | Ladda upp en bild av detta fornminne      |
| Åker 192:1                    | Hög                         |              | Åker, Södermanland  |               | 59.273673, 17.067735 | 10039101920001 | Ladda upp en bild av detta fornminne      |
| Åker 193:1                    | Hög                         |              | Åker, Södermanland  |               | 59.278068, 17.052025 | 10039101930001 | Ladda upp en bild av detta fornminne      |
| Åker 193:2                    | Hög                         |              | Åker, Södermanland  |               | 59.278164, 17.051877 | 10039101930002 | Ladda upp en bild av detta fornminne      |
| Åker 194:1                    | Gravfält                    |              | Åker, Södermanland  |               | 59.286269, 17.086282 | 10039101940001 | Ladda upp en bild av detta fornminne      |
| Åker 195:1                    | Gravfält                    |              | Åker, Södermanland  |               | 59.287758, 17.084071 | 10039101950001 | Ladda upp en bild av detta fornminne      |
| Åker 195:2                    | Hög                         |              | Åker, Södermanland  |               | 59.288066, 17.084689 | 10039101950002 | Ladda upp en bild av detta fornminne      |
| Åker 197:1                    | Stensättning                |              | Åker, Södermanland  |               | 59.213817, 17.129077 | 10039101970001 | Ladda upp en bild av detta fornminne      |
| Åker 197:2                    | Stensättning                |              | Åker, Södermanland  |               | 59.213607, 17.128896 | 10039101970002 | Ladda upp en bild av detta fornminne      |
| Åker 198:1                    | Stensättning                |              | Åker, Södermanland  |               | 59.207355, 17.150000 | 10039101980001 | Ladda upp en bild av detta fornminne      |
| Åker 200:1                    | Gravfält                    |              | Åker, Södermanland  |               | 59.287390, 17.050619 | 10039102000001 | Ladda upp en bild av detta fornminne      |
| Åker 201:1                    | Röse                        |              | Åker, Södermanland  |               | 59.248451, 17.136636 | 10039102010001 | Ladda upp en bild av detta fornminne      |
| Åker 201:2                    | Gravfält                    |              | Åker, Södermanland  |               | 59.248894, 17.137546 | 10039102010002 | Ladda upp en bild av detta fornminne      |
| Åker 204:1                    | Stensättning                |              | Åker, Södermanland  |               | 59.286708, 17.050833 | 10039102040001 | Ladda upp en bild av detta fornminne      |
| Åker 205:1                    | Stensättning                |              | Åker, Södermanland  |               | 59.288481, 17.050295 | 10039102050001 | Ladda upp en bild av detta fornminne      |
| Åker 206:1                    | Hög                         |              | Åker, Södermanland  |               | 59.285557, 17.053961 | 10039102060001 | Ladda upp en bild av detta fornminne      |
| Åker 206:2                    | Stensättning                |              | Åker, Södermanland  |               | 59.285744, 17.053787 | 10039102060002 | Ladda upp en bild av detta fornminne      |
| Åker 208:1                    | Stensättning                |              | Åker, Södermanland  |               | 59.270016, 17.104357 | 10039102080001 | Ladda upp en bild av detta fornminne      |
| Åker 208:2                    | Stensättning                |              | Åker, Södermanland  |               | 59.270197, 17.103972 | 10039102080002 | Ladda upp en bild av detta fornminne      |
| Åker 209:1                    | Hällristning                |              | Åker, Södermanland  |               | 59.287499, 17.066823 | 10039102090001 | Ladda upp en bild av detta fornminne      |
| Åker 210:1                    | Hällristning                |              | Åker, Södermanland  |               | 59.287503, 17.065372 | 10039102100001 | Ladda upp en bild av detta fornminne      |
| Åker 213:1                    | Hällristning                |              | Åker, Södermanland  |               | 59.290112, 17.066031 | 10039102130001 | Ladda upp en bild av detta fornminne      |
| Åker 214:1                    | Hällristning                |              | Åker, Södermanland  |               | 59.290658, 17.067939 | 10039102140001 | Ladda upp en bild av detta fornminne      |
| Åker 215:1                    | Hällristning                |              | Åker, Södermanland  |               | 59.291530, 17.068945 | 10039102150001 | Ladda upp en bild av detta fornminne      |
| Åker 216:1                    | Hällristning                |              | Åker, Södermanland  |               | 59.292587, 17.068670 | 10039102160001 | Ladda upp en bild av detta fornminne      |
| Åker 217:1                    | Hällristning                |              | Åker, Södermanland  |               | 59.292849, 17.068605 | 10039102170001 | Ladda upp en bild av detta fornminne      |
| Åker 218:1                    | Stensättning                |              | Åker, Södermanland  |               | 59.293184, 17.069008 | 10039102180001 | Ladda upp en bild av detta fornminne      |
| Åker 219:1                    | Hällristning                |              | Åker, Södermanland  |               | 59.293923, 17.065992 | 10039102190001 | Ladda upp en bild av detta fornminne      |
| Åker 220:1                    | Hällristning                |              | Åker, Södermanland  |               | 59.283637, 17.059645 | 10039102200001 | Ladda upp en bild av detta fornminne      |
| Åker 222:1                    | Hällristning                |              | Åker, Södermanland  |               | 59.284819, 17.061261 | 10039102220001 | Ladda upp en bild av detta fornminne      |
| Åker 222:2                    | Hällristning                |              | Åker, Södermanland  |               | 59.284787, 17.061344 | 10039102220002 | Ladda upp en bild av detta fornminne      |
| Åker 222:3                    | Hällristning                |              | Åker, Södermanland  |               | 59.284769, 17.061366 | 10039102220003 | Ladda upp en bild av detta fornminne      |
| Åker 222:4                    | Hällristning                |              | Åker, Södermanland  |               | 59.284775, 17.061378 | 10039102220004 | Ladda upp en bild av detta fornminne      |
| Åker 222:5                    | Hällristning                |              | Åker, Södermanland  |               | 59.284781, 17.061402 | 10039102220005 | Ladda upp en bild av detta fornminne      |
| Åker 223:1                    | Hällristning                |              | Åker, Södermanland  |               | 59.285772, 17.059511 | 10039102230001 | Ladda upp en bild av detta fornminne      |
| "Selmas hage" (Åker 224:1)    | Hällristning                |              | Åker, Södermanland  |               | 59.285907, 17.057868 | 10039102240001 | Ladda upp en bild av detta fornminne      |
| "Selmas hage" (Åker 224:2)    | Hällristning                |              | Åker, Södermanland  |               | 59.286177, 17.057545 | 10039102240002 | Ladda upp en bild av detta fornminne      |
| "Selmans hage" (Åker 225:1)   | Hällristning                |              | Åker, Södermanland  |               | 59.286465, 17.057558 | 10039102250001 | Ladda upp en bild av detta fornminne      |
| "Selmas hage" (Åker 226:1)    | Hällristning                |              | Åker, Södermanland  |               | 59.286594, 17.057318 | 10039102260001 | Ladda upp en bild av detta fornminne      |
| Åker 227:1                    | Hällristning                |              | Åker, Södermanland  |               | 59.295897, 17.060643 | 10039102270001 | Ladda upp en bild av detta fornminne      |
| Åker 227:2                    | Stensättning                |              | Åker, Södermanland  |               | 59.296139, 17.059897 | 10039102270002 | Ladda upp en bild av detta fornminne      |
| Åker 228:1                    | Hällristning                |              | Åker, Södermanland  |               | 59.284802, 17.080278 | 10039102280001 | Ladda upp en bild av detta fornminne      |
| Åker 230:1                    | Hällristning                |              | Åker, Södermanland  |               | 59.267168, 17.069482 | 10039102300001 | Ladda upp en bild av detta fornminne      |
| Åker 230:2                    | Hällristning                |              | Åker, Södermanland  |               | 59.267165, 17.069436 | 10039102300002 | Ladda upp en bild av detta fornminne      |
| Åker 231:1                    | Hällristning                |              | Åker, Södermanland  |               | 59.267446, 17.069341 | 10039102310001 | Ladda upp en bild av detta fornminne      |
| Bålberget (Åker 233:1)        | Fornborg                    |              | Åker, Södermanland  |               | 59.310359, 17.025113 | 10039102330001 | Ladda upp en bild av detta fornminne      |
| Åker 234:1                    | Stensättning                |              | Åker, Södermanland  |               | 59.269899, 17.095995 | 10039102340001 | Ladda upp en bild av detta fornminne      |
| Åker 234:2                    | Stensättning                |              | Åker, Södermanland  |               | 59.269569, 17.095407 | 10039102340002 | Ladda upp en bild av detta fornminne      |
| Åker 234:3                    | Stensättning                |              | Åker, Södermanland  |               | 59.269330, 17.095594 | 10039102340003 | Ladda upp en bild av detta fornminne      |
| Åker 235:1                    | Gravfält                    |              | Åker, Södermanland  |               | 59.269798, 17.091946 | 10039102350001 | Ladda upp en bild av detta fornminne      |
| Åker 237:1                    | Gravfält                    |              | Åker, Södermanland  |               | 59.253668, 17.140976 | 10039102370001 | Ladda upp en bild av detta fornminne      |
| Åker 238:1                    | Stensättning                |              | Åker, Södermanland  |               | 59.255942, 17.142388 | 10039102380001 | Ladda upp en bild av detta fornminne      |
| Åker 239:1                    | Röse                        |              | Åker, Södermanland  |               | 59.218144, 17.122727 | 10039102390001 | Ladda upp en bild av detta fornminne      |
| Åker 240:1                    | Röse                        |              | Åker, Södermanland  |               | 59.204280, 17.154203 | 10039102400001 | Ladda upp en bild av detta fornminne      |
| Åker 241:1                    | Röse                        |              | Åker, Södermanland  |               | 59.204499, 17.155729 | 10039102410001 | Ladda upp en bild av detta fornminne      |
| Åker 242:1                    | Gravfält                    |              | Åker, Södermanland  |               | 59.253318, 17.106449 | 10039102420001 | Ladda upp en bild av detta fornminne      |
| Åker 243:1                    | Gravfält                    |              | Åker, Södermanland  |               | 59.274481, 17.075372 | 10039102430001 | Ladda upp en bild av detta fornminne      |
| Bålberget (Åker 246:1)        | Stensättning                |              | Åker, Södermanland  |               | 59.243478, 17.113104 | 10039102460001 | Ladda upp en bild av detta fornminne      |
| Åker 250:1                    | Stensättning                |              | Åker, Södermanland  |               | 59.282906, 17.053967 | 10039102500001 | Ladda upp en bild av detta fornminne      |
| Åker 250:2                    | Stensättning                |              | Åker, Södermanland  |               | 59.283162, 17.053435 | 10039102500002 | Ladda upp en bild av detta fornminne      |
| Åker 250:3                    | Stensättning                |              | Åker, Södermanland  |               | 59.283396, 17.053805 | 10039102500003 | Ladda upp en bild av detta fornminne      |
| Åker 253:1                    | Gravfält                    |              | Åker, Södermanland  |               | 59.291357, 17.063879 | 10039102530001 | Ladda upp en bild av detta fornminne      |
| Åker 255:1                    | Stensättning                |              | Åker, Södermanland  |               | 59.203378, 17.130987 | 10039102550001 | Ladda upp en bild av detta fornminne      |
| Åker 256:1                    | Röse                        |              | Åker, Södermanland  |               | 59.204024, 17.134987 | 10039102560001 | Ladda upp en bild av detta fornminne      |
| Åker 256:2                    | Stensättning                |              | Åker, Södermanland  |               | 59.203897, 17.135274 | 10039102560002 | Ladda upp en bild av detta fornminne      |
| Åker 258:1                    | Röse                        |              | Åker, Södermanland  |               | 59.223854, 17.124955 | 10039102580001 | Ladda upp en bild av detta fornminne      |
| Åker 260:1                    | Röse                        |              | Åker, Södermanland  |               | 59.215463, 17.141939 | 10039102600001 | Ladda upp en bild av detta fornminne      |
| Åker 265:1                    | Stensättning                |              | Åker, Södermanland  |               | 59.205817, 17.152510 | 10039102650001 | Ladda upp en bild av detta fornminne      |
| Åker 266:1                    | Röse                        |              | Åker, Södermanland  |               | 59.302839, 17.090317 | 10039102660001 | Ladda upp en bild av detta fornminne      |
| Åker 269:1                    | Gravfält                    |              | Åker, Södermanland  |               | 59.269596, 17.133052 | 10039102690001 | Ladda upp en bild av detta fornminne      |
| Åker 276:1                    | Stensättning                |              | Åker, Södermanland  |               | 59.295740, 17.101301 | 10039102760001 | Ladda upp en bild av detta fornminne      |
| Åker 277:1                    | Stensättning                |              | Åker, Södermanland  |               | 59.292431, 17.097651 | 10039102770001 | Ladda upp en bild av detta fornminne      |
| Albertsro (Åker 279:1)        | Stensättning                |              | Åker, Södermanland  |               | 59.292028, 17.101321 | 10039102790001 | Ladda upp en bild av detta fornminne      |
| Åker 287:1                    | Hällristning                |              | Åker, Södermanland  |               | 59.288637, 17.057515 | 10039102870001 | Ladda upp en bild av detta fornminne      |
| Åker 288:1                    | Hällristning                |              | Åker, Södermanland  |               | 59.287386, 17.058681 | 10039102880001 | Ladda upp en bild av detta fornminne      |
| Åker 288:2                    | Hällristning                |              | Åker, Södermanland  |               | 59.287406, 17.058671 | 10039102880002 | Ladda upp en bild av detta fornminne      |
| Åker 288:3                    | Hällristning                |              | Åker, Södermanland  |               | 59.287338, 17.058625 | 10039102880003 | Ladda upp en bild av detta fornminne      |
| Åker 288:4                    | Hällristning                |              | Åker, Södermanland  |               | 59.286958, 17.058613 | 10039102880004 | Ladda upp en bild av detta fornminne      |
| Åker 289:1                    | Hällristning                |              | Åker, Södermanland  |               | 59.285513, 17.056804 | 10039102890001 | Ladda upp en bild av detta fornminne      |
| Åker 290:1                    | Hällristning                |              | Åker, Södermanland  |               | 59.291896, 17.101383 | 10039102900001 | Ladda upp en bild av detta fornminne      |
| Åker 291:1                    | Hällristning                |              | Åker, Södermanland  |               | 59.292429, 17.107513 | 10039102910001 | Ladda upp en bild av detta fornminne      |
| Åker 291:2                    | Hällristning                |              | Åker, Södermanland  |               | 59.292449, 17.107500 | 10039102910002 | Ladda upp en bild av detta fornminne      |
| Åker 293:1                    | Hällristning                |              | Åker, Södermanland  |               | 59.286948, 17.114177 | 10039102930001 | Ladda upp en bild av detta fornminne      |
| Åker 294:1                    | Hällristning                |              | Åker, Södermanland  |               | 59.285076, 17.101081 | 10039102940001 | Ladda upp en bild av detta fornminne      |
| Åker 296:1                    | Stensättning                |              | Åker, Södermanland  |               | 59.249376, 17.136922 | 10039102960001 | Ladda upp en bild av detta fornminne      |
| Åker 300:1                    | Gravfält                    |              | Åker, Södermanland  |               | 59.286792, 17.114451 | 10039103000001 | Ladda upp en bild av detta fornminne      |
| Åker 302:1                    | Hällristning                |              | Åker, Södermanland  |               | 59.248804, 17.087538 | 10039103020001 | Ladda upp en bild av detta fornminne      |
| Viktorstorp (Åker 306:1)      | Lägenhetsbebyggelse         |              | Åker, Södermanland  |               | 59.299806, 17.084734 | 10039103060001 | Ladda upp en bild av detta fornminne      |
| Lilla Bredsjönäs (Åker 351:1) | Lägenhetsbebyggelse         |              | Åker, Södermanland  |               | 59.203096, 17.078592 | 10039103510001 | Ladda upp en bild av detta fornminne      |
| Åker 374:1                    | Stensättning                |              | Åker, Södermanland  |               | 59.204500, 17.102772 | 10039103740001 | Ladda upp en bild av detta fornminne      |
| Åker 374:2                    | Stensättning                |              | Åker, Södermanland  |               | 59.204554, 17.102940 | 10039103740002 | Ladda upp en bild av detta fornminne      |
| Åker 382:1                    | Stensättning                |              | Åker, Södermanland  |               | 59.224879, 17.088373 | 10039103820001 | Ladda upp en bild av detta fornminne      |
| Åker 402:1                    | Röse                        |              | Åker, Södermanland  |               | 59.275116, 17.139757 | 10039104020001 | Ladda upp en bild av detta fornminne      |
| Åker 408:1                    | Hällristning                |              | Åker, Södermanland  |               | 59.280460, 17.053191 | 10039104080001 | Ladda upp en bild av detta fornminne      |
| Åker 408:2                    | Stensättning                |              | Åker, Södermanland  |               | 59.280427, 17.052976 | 10039104080002 | Ladda upp en bild av detta fornminne      |
| Åker 423:1                    | Stensättning                |              | Åker, Södermanland  |               | 59.260297, 17.098661 | 10039104230001 | Ladda upp en bild av detta fornminne      |
| Åker 423:2                    | Stensättning                |              | Åker, Södermanland  |               | 59.260162, 17.098676 | 10039104230002 | Ladda upp en bild av detta fornminne      |
| Åker 423:3                    | Stensättning                |              | Åker, Södermanland  |               | 59.260073, 17.098652 | 10039104230003 | Ladda upp en bild av detta fornminne      |
| Åker 430:1                    | Stensättning                |              | Åker, Södermanland  |               | 59.272613, 17.106546 | 10039104300001 | Ladda upp en bild av detta fornminne      |
| Åker 436:1                    | Stensättning                |              | Åker, Södermanland  |               | 59.259168, 17.109385 | 10039104360001 | Ladda upp en bild av detta fornminne      |
| Åker 437:1                    | Hällristning                |              | Åker, Södermanland  |               | 59.258275, 17.101316 | 10039104370001 | Ladda upp en bild av detta fornminne      |
| Åker 439:1                    | Stensättning                |              | Åker, Södermanland  |               | 59.264320, 17.104038 | 10039104390001 | Ladda upp en bild av detta fornminne      |
| Åker 440:1                    | Stensättning                |              | Åker, Södermanland  |               | 59.265652, 17.103793 | 10039104400001 | Ladda upp en bild av detta fornminne      |
| Åker 443:1                    | Stensättning                |              | Åker, Södermanland  |               | 59.269760, 17.072838 | 10039104430001 | Ladda upp en bild av detta fornminne      |
| Åker 444:1                    | Gravfält                    |              | Åker, Södermanland  |               | 59.263289, 17.080838 | 10039104440001 | Ladda upp en bild av detta fornminne      |
| Åker 446:1                    | Stensättning                |              | Åker, Södermanland  |               | 59.249649, 17.080552 | 10039104460001 | Ladda upp en bild av detta fornminne      |
| Åker 447:1                    | Stensättning                |              | Åker, Södermanland  |               | 59.247237, 17.091695 | 10039104470001 | Ladda upp en bild av detta fornminne      |
| Åker 450:1                    | Hällristning                |              | Åker, Södermanland  |               | 59.261925, 17.092753 | 10039104500001 | Ladda upp en bild av detta fornminne      |
| Åker 453:1                    | Hög                         |              | Åker, Södermanland  |               | 59.277945, 17.068517 | 10039104530001 | Ladda upp en bild av detta fornminne      |
| Åker 453:2                    | Hög                         |              | Åker, Södermanland  |               | 59.278072, 17.068492 | 10039104530002 | Ladda upp en bild av detta fornminne      |
| Åker 454:1                    | Röse                        |              | Åker, Södermanland  |               | 59.289808, 17.058563 | 10039104540001 | Ladda upp en bild av detta fornminne      |
| Åker 466:1                    | Gravfält                    |              | Åker, Södermanland  |               | 59.257145, 17.138508 | 10039104660001 | Ladda upp en bild av detta fornminne      |
| Åker 482:1                    | Stensättning                |              | Åker, Södermanland  |               | 59.271232, 17.004506 | 10039104820001 | Ladda upp en bild av detta fornminne      |
| Åker 490:2                    | Hällristning                |              | Åker, Södermanland  |               | 59.266742, 17.062371 | 10039104900002 | Ladda upp en bild av detta fornminne      |
| Åker 499:1                    | Stensättning                |              | Åker, Södermanland  |               | 59.281758, 17.053203 | 10039104990001 | Ladda upp en bild av detta fornminne      |
| Åker 499:2                    | Stensättning                |              | Åker, Södermanland  |               | 59.281656, 17.053180 | 10039104990002 | Ladda upp en bild av detta fornminne      |
| Åker 500:1                    | Stensättning                |              | Åker, Södermanland  |               | 59.244406, 17.096050 | 10039105000001 | Ladda upp en bild av detta fornminne      |
| Papperskärret (Åker 503:1)    | Lägenhetsbebyggelse         |              | Åker, Södermanland  |               | 59.253779, 17.004291 | 10039105030001 | Ladda upp en bild av detta fornminne      |
| Åker 515:1                    | Stensättning                |              | Åker, Södermanland  |               | 59.287326, 17.077309 | 10039105150001 | Ladda upp en bild av detta fornminne      |
| Åker 523:1                    | Röse                        |              | Åker, Södermanland  |               | 59.265118, 17.020974 | 10039105230001 | Ladda upp en bild av detta fornminne      |
| Åker 530:1                    | Stensättning                |              | Åker, Södermanland  |               | 59.291230, 17.049059 | 10039105300001 | Ladda upp en bild av detta fornminne      |
| Åker 530:2                    | Stensättning                |              | Åker, Södermanland  |               | 59.291227, 17.049052 | 10039105300002 | Ladda upp en bild av detta fornminne      |
| Åker 531:1                    | Stensättning                |              | Åker, Södermanland  |               | 59.291200, 17.047120 | 10039105310001 | Ladda upp en bild av detta fornminne      |
| Åker 532:1                    | Grav- och boplatsområde     |              | Åker, Södermanland  |               | 59.291993, 17.045361 | 10039105320001 | Ladda upp en bild av detta fornminne      |
| Åker 533:1                    | Stensättning                |              | Åker, Södermanland  |               | 59.291365, 17.043890 | 10039105330001 | Ladda upp en bild av detta fornminne      |
| Åker 544:3                    | Stensättning                |              | Åker, Södermanland  |               | 59.295213, 17.077804 | 10039105440003 | Ladda upp en bild av detta fornminne      |
| Åker 551:2                    | Grav markerad av sten/block |              | Åker, Södermanland  |               | 59.290449, 17.065456 | 10039105510002 | Ladda upp en bild av detta fornminne      |
| Åker 552:1                    | Stensättning                |              | Åker, Södermanland  |               | 59.291004, 17.062356 | 10039105520001 | Ladda upp en bild av detta fornminne      |
| Åker 552:2                    | Röse                        |              | Åker, Södermanland  |               | 59.290853, 17.062881 | 10039105520002 | Ladda upp en bild av detta fornminne      |
| Åker 553:1                    | Stensättning                |              | Åker, Södermanland  |               | 59.293436, 17.053707 | 10039105530001 | Ladda upp en bild av detta fornminne      |
| Åker 553:2                    | Stensättning                |              | Åker, Södermanland  |               | 59.293576, 17.053047 | 10039105530002 | Ladda upp en bild av detta fornminne      |
| Åker 554:1                    | Stensättning                |              | Åker, Södermanland  |               | 59.292468, 17.053232 | 10039105540001 | Ladda upp en bild av detta fornminne      |
| Åker 556:1                    | Stensättning                |              | Åker, Södermanland  |               | 59.305635, 17.132605 | 10039105560001 | Ladda upp en bild av detta fornminne      |
| Åker 561:1                    | Lägenhetsbebyggelse         |              | Åker, Södermanland  |               | 59.296656, 17.117524 | 10039105610001 | Ladda upp en bild av detta fornminne      |
| Granlund (Åker 563:1)         | Lägenhetsbebyggelse         |              | Åker, Södermanland  |               | 59.301234, 17.113303 | 10039105630001 | Ladda upp en bild av detta fornminne      |
| Åker 566:1                    | Stensättning                |              | Åker, Södermanland  |               | 59.295518, 17.099497 | 10039105660001 | Ladda upp en bild av detta fornminne      |
| Åker 568:1                    | Gravfält                    |              | Åker, Södermanland  |               | 59.262259, 17.092775 | 10039105680001 | Ladda upp en bild av detta fornminne      |
| Kalkbergtorp (Åker 573:1)     | Lägenhetsbebyggelse         |              | Åker, Södermanland  |               | 59.213270, 16.956175 | 10039105730001 | Ladda upp en bild av detta fornminne      |
| Åker 592                      | Gravfält                    |              | Åker, Södermanland  |               | 59.274172, 17.131853 | 12000000006228 | Ladda upp en bild av detta fornminne      |
| Åker 931                      | Hällristning                |              | Åker, Södermanland  |               | 59.291851, 17.066123 | 12000000085906 | Ladda upp en bild av detta fornminne      |
| Åker 932                      | Hällristning                |              | Åker, Södermanland  |               | 59.290511, 17.067920 | 12000000085908 | Ladda upp en bild av detta fornminne      |
| Åker 933                      | Hällristning                |              | Åker, Södermanland  |               | 59.295593, 17.068674 | 12000000085910 | Ladda upp en bild av detta fornminne      |
| Åker 935                      | Hällristning                |              | Åker, Södermanland  |               | 59.292339, 17.069095 | 12000000085913 | Ladda upp en bild av detta fornminne      |
| Åker 936                      | Hällristning                |              | Åker, Södermanland  |               | 59.292706, 17.068740 | 12000000085915 | Ladda upp en bild av detta fornminne      |
| Åker 937                      | Hällristning                |              | Åker, Södermanland  |               | 59.295990, 17.060278 | 12000000085917 | Ladda upp en bild av detta fornminne      |
| Åker 938                      | Hällristning                |              | Åker, Södermanland  |               | 59.295680, 17.060347 | 12000000085919 | Ladda upp en bild av detta fornminne      |
| Åker 1085                     | Hällristning                |              | Åker, Södermanland  |               | 59.288835, 17.058923 | 12000000132945 | Ladda upp en bild av detta fornminne      |
| Åker 1086                     | Hällristning                |              | Åker, Södermanland  |               | 59.286369, 17.057829 | 12000000132947 | Ladda upp en bild av detta fornminne      |
| Åker 1087                     | Hällristning                |              | Åker, Södermanland  |               | 59.286053, 17.058905 | 12000000132949 | Ladda upp en bild av detta fornminne      |
| Åker 1088                     | Hällristning                |              | Åker, Södermanland  |               | 59.288195, 17.057008 | 12000000132951 | Ladda upp en bild av detta fornminne      |
| Åker 1089                     | Hällristning                |              | Åker, Södermanland  |               | 59.286390, 17.058506 | 12000000132953 | Ladda upp en bild av detta fornminne      |
| Åker 1090                     | Hällristning                |              | Åker, Södermanland  |               | 59.286663, 17.058039 | 12000000132955 | Ladda upp en bild av detta fornminne      |
| Åker 1091                     | Hällristning                |              | Åker, Södermanland  |               | 59.285637, 17.056889 | 12000000132957 | Ladda upp en bild av detta fornminne      |
| Åker 1092                     | Hällristning                |              | Åker, Södermanland  |               | 59.285630, 17.057070 | 12000000132959 | Ladda upp en bild av detta fornminne      |
| Åker 1093                     | Hällristning                |              | Åker, Södermanland  |               | 59.287199, 17.058779 | 12000000132961 | Ladda upp en bild av detta fornminne      |
| Åker 1094                     | Hällristning                |              | Åker, Södermanland  |               | 59.290335, 17.060593 | 12000000132963 | Ladda upp en bild av detta fornminne      |
| Åker 1095                     | Hällristning                |              | Åker, Södermanland  |               | 59.288695, 17.059485 | 12000000132965 | Ladda upp en bild av detta fornminne      |
| Åker 1096                     | Hällristning                |              | Åker, Södermanland  |               | 59.285522, 17.057894 | 12000000132967 | Ladda upp en bild av detta fornminne      |
| Åker 1097                     | Hällristning                |              | Åker, Södermanland  |               | 59.288996, 17.059649 | 12000000132969 | Ladda upp en bild av detta fornminne      |
| Åker 1098                     | Hällristning                |              | Åker, Södermanland  |               | 59.288625, 17.059574 | 12000000132971 | Ladda upp en bild av detta fornminne      |
| Åker 1099                     | Hällristning                |              | Åker, Södermanland  |               | 59.285603, 17.058132 | 12000000132973 | Ladda upp en bild av detta fornminne      |
| Åker 1100                     | Hällristning                |              | Åker, Södermanland  |               | 59.287528, 17.057593 | 12000000132975 | Ladda upp en bild av detta fornminne      |
| Åker 1101                     | Hällristning                |              | Åker, Södermanland  |               | 59.290071, 17.060719 | 12000000132977 | Ladda upp en bild av detta fornminne      |
| Åker 1102                     | Hällristning                |              | Åker, Södermanland  |               | 59.287121, 17.055942 | 12000000132979 | Ladda upp en bild av detta fornminne      |
| Åker 1103                     | Hällristning                |              | Åker, Södermanland  |               | 59.290278, 17.060467 | 12000000132981 | Ladda upp en bild av detta fornminne      |
| Åker 1104                     | Hällristning                |              | Åker, Södermanland  |               | 59.287836, 17.058678 | 12000000132985 | Ladda upp en bild av detta fornminne      |